# Sdružení obcí Hlučínska
Sdružení obcí Hlučínska je dobrovolný svazek obcí v okresu Opava, jeho sídlem je Hlučín a jeho cílem je zlepšování a prohlubování hospodářské, kulturní a jiné spolupráce mezi členy. Sdružení bylo založeno v roce 2003 a sdružuje celkem 27 soudobých hlučínských obcí.

## Obce sdružené v mikroregionu
- Bělá
- Bolatice
- Bohuslavice
- Darkovice
- Dolní Benešov
- Hať
- Hněvošice
- Hlučín
- Chuchelná
- Chlebičov
- Kobeřice
- Kozmice
- Kravaře
- Ludgeřovice
- Markvartovice
- Oldřišov
- Píšť
- Rohov
- Služovice
- Strahovice
- Sudice
- Šilheřovice
- Štěpánkovice
- Třebom
- Velké Hoštice
- Vřesina
- Závada